# Румунська інтервенція у Бессарабії
Румунська військова інтервенція в Бессарабії відбулася між 19 січня та 8 березня 1918 року як частина ширшого втручання союзників у Громадянську війну в Росії. Воно зіткнуло Румунське королівство, Російську Республіку, Українську Народну Республіку та антибільшовицькі угруповання Молдавської Демократичної Республіки з одного боку проти контрольованого більшовиками Румчерода та Одеської радянської республіки, а також пробільшовицьких угруповань у Молдавській ДР. Інтервенція почалася, коли румунська армія та її союзники перейшли в Бессарабію і розпочали атаку на Кишинів та Унгени, захопивши останні.
19 січня більшовицький Фронт-Відділ захопив Кишинів, але 26 січня втратив його під час другого наступу Румунії. 29 січня румунські війська взяли в облогу Бендери; після запеклих боїв 2 лютого захисники відступили з міста. На півночі Бессарабії 5 лютого румунські війська захопили Бєльці. 14 лютого Володимир Ленін призначив Михайла Муравйова командувачем Бессарабсько-Придністровським фронтом, посиливши його 3 тис. солдатів. Муравйов перейшов у контрнаступ, здобувши низку перемог, однак його досягнення були зведені нанівець, коли Центральні держави почали широкомасштабний наступ проти більшовиків. На півдні до початку березня більшовицькі моряки продовжували контролювати частини Буджака, перш ніж відступити до Одеси.
Румунія використала можливість зірвати переговори про перемир'я з більшовиками й окупувати останні непідконтрольні їй бессарабські території. 6 лютого парламент Молдавської Демократичної Республіки Сфатул Церій проголосив незалежність країни. 9 квітня 1918 р. Молдавська Демократична Республіка об'єдналася з Румунією.

## Історичне тло
У 1812 році в результаті Бухарестського договору, що підбив підсумки російсько-турецької війни 1806—1812 років, і незважаючи на всі протести, Молдавія передала Російській імперії свою східну частину, між Прутом і Дністром. Територія була анексована Росією як Бессарабія, а потім поступово колонізувалася та русифікувалася.:20Навчання румунською мовою було заборонено, як і її використання в адміністративній справі. Православна Церква в Бессарабії була відокремлена від Молдавської Митрополії та передана під юрисдикцію Російської Православної Церкви. Так вона стала знаряддям політики русифікації.:270 Після об'єднання Молдови з Валахією в 1859 році та створення незалежного Румунського королівства в 1881 році зовнішня політика нової держави зазнала сильного впливу ідей Румунського національного пробудження, спрямованих на створення Великої Румунії, яка включала б усі румунськомовні території, включаючи жителів Бессарабії.:161–163
Під час Першої світової війни 1916—1917 років Румунія та Росія воювали як союзники, а взимку 1916/1917 років російське командування скерувало на румунський фронт 35-ту піхотну та 15-ту кавалерійську дивізії, щоб запобігти повній окупації країни. Південна частина Румунії (72 % її території) вже була окупована Центральними державами, а сама столиця, Бухарест, упала 4 грудня 1916 року. Румунські та російські війська успішно оборонялися від наступу німців, і до середини серпня 1917 року фронт стабілізувався.:15 Тим часом до Бессарабії дійшла звістка про Лютневу революцію, яка повалила російського царя. Перша місцева рада була створена в Бендерах/Тігіні 21 березня 1917 р., а до травня 1917 р. ради були створені в усіх округах Бессарабії. Водночас навесні 1917 р. селяни почали ділити землю між собою.:20–21 У другій половині березня 1917 р. також була створена Молдавська національна партія (НМП), яка об'єднала насамперед поміщиків. Заручившись підтримкою румунського уряду, партія агітувала за запровадження молдовської мови в державних установах, вирішення аграрної проблеми виключно в інтересах молдован і поступово сприяла союзу з Румунією. Хоча серед солдатів російської армії виникла національна поляризація, МНП не змогла нав'язати свої цілі різним організаціям, що виникли в контексті революцій: квітневий губернський з'їзд народних учителів ухвалив, що в освіті повинні використовуватися як молдовська, так і російська мови, тоді як Перший губернський селянський з'їзд (3-5 червня 1917 р.) постановив передати всю землю у державну власність, вимагав рівного ставлення до всіх національних груп і ухвалив рішення про автономію у складі Росії. Описуючи ситуацію, політики МНП Ґріґоре Казакліу та Іон Валуце заявили, що «молдовський народ вважає нас своїми ворогами».:21–22 Партія не змогла здобути популярності серед бессарабців, які голосували в листопаді 1917 року в Бессарабському виборчому окрузі на виборах до Російських Установчих зборів, і отримала лише 2,3 % голосів.:161–163:31Проте троє з п'яти депутатів, які представляли Раду селянських депутатів, на чолі з Йоном Інкулетом і Пантелімоном Ерханом, а також Теодор Коджокару, були обрані до Всеросійських Установчих зборів, які отримали 36,7 % голосів у листопаді 1917 року. вибори в Бессарабському виборчому окрузі, з 13 обраних від провінції, зрештою підтримали союз Бессарабії з Румунією 27 березня/9 квітня 1918 р.
Крім мародерства та насильства з боку дезертирів, звичайних для регіонів поблизу лінії фронту, таких як Бессарабія, Лютнева революція ще більше підірвала дисципліну серед російських солдатів, що призвело до різкого збільшення кількості дезертирів; почастішали випадки розбоїв і мародерства.:57 У серпні 1917 року, після Липневих днів, новостворений Центральний молдовський військовий виконавчий комітет у Кишиневі за підтримки Кишинівської міськради вирішив створити десять молдавських національних частин по 40 осіб кожна;:22 спочатку вони називалися когортами, потім мобільними загонами. Основним завданням когорт було підтримувати порядок проти домашньої анархії, але в умовах суспільних потрясінь і повстань серед російських солдатів вони не змогли цього зробити.:247–248 Михайло Мельтюхов стверджує, що загони також втручалися, щоб не дати селянам поділити землі великих маєтків і сприяли відновленню власності великих землевласників. :23 Водночас внутрішня ситуація в Росії також призвела до появи більшовицьких угруповань серед російських солдатів: у серпні та вересні в Бессарабії та на Румунському фронті були створені окремі організації.:23 Більшовицький вплив виявився навіть серед окремих молдовських загонів,:510 що спонукало Штефана Чобану пізніше заявити, що «саме ті кілька молдавських підрозділів, які були в розпорядженні Сфатул Церій, були заражені більшовизмом».:369 Селяни також радикалізувалися. Другий губернський селянський з'їзд (9–13 вересня 1917 р.) закликав передати всю землю, воду, ліси та ресурси у суспільне надбання, відображаючи більшовицьке гасло «Вся земля селянам!». Починаючи з 7 жовтня, Центральний молдавський військовий виконавчий комітет ухвалив рішення про створення єдиноначальних підрозділів, які були підтримані солдатами та офіцерами російського командування Румунського фронту та Одеського військового округу. Комітет також скликав Молдавський військовий з'їзд, який зібрав близько 600 делегатів, переважно офіцерів; 3 листопада з'їзд ухвалив рішення про створення провінційних зборів, Сфатул Церій, які підтримували б автономію Бессарабії.:23
За словами Іона Джурке, повалення російського Тимчасового уряду в Петрограді в жовтні 1917 року (також відоме як Жовтневий переворот) і захоплення влади в Росії більшовиками призвели до дезорганізації та недисциплінованості російської армії на Східному фронті. 5 грудня [22 листопада] 1917 року Радянська Росія підписала в Брест-Литовську угоду про повне припинення вогню з Центральними державами, закликаючи до миру без анексій і контрибуцій і наказуючи своїм військам припинити бойові дії з огляду на перемир'я з Центральними державами.:25 Керуючий російськими військами на Румунському фронті Дмитро Щербачов відмовився виконувати накази радянського уряду. За цих умов у місцевих російських арміях виникли дві протиборчі групи: одна, яка визнавала нове більшовицьке керівництво в Петрограді, налаштована залишити фронт, і друга група під командуванням генерала Щербачова, яка прагнула продовжувати війну; незабаром між двома групами спалахнули суперечки та збройні зіткнення. Незважаючи на румунську військову підтримку, Щербачов, який, за словами ван Мерса, став «командувачем без армії», не зміг підпорядкувати місцевий більшовицький комітет і зрештою погодився підписати з німцями перемир'я.:61Отже, Румунія та росіяни під керівництвом Щербачова підписали перемир'я у Фокшані 9 грудня [26 листопада] 1917 року, за шість днів до перемир'я між Росією та Центральними державами.:25–26
Після більшовицької Декларації прав народів Росії 15 грудня [2 грудня] 1917 р. Бессарабія проголосила свою автономію в складі Російської Республіки під назвою Молдовська Демократична Республіка. Лідерами новоствореної держави були Йон Інкулец, президент Сфатул Церій, молдовської законодавчої ради, та Пантелімон Ерхан, голова молдовського уряду (називається Рада генеральних директорів). Місцеві лідери стверджували, що Бессарабія повинна міцно залишитися в новій Росії, але зі своїм статусом «як Фінляндія в царській імперії або один із кантонів Швейцарії».:32–33 Через насильство та хаотичну ситуацію в регіоні, а також через поширеність неписьменності серед бессарабських селян, загальні вибори не відбулися, а місця в Сфатул Церій були розподілені між різними соціальними групами, меншинами, професійними організаціями та групами інтересів.:60 Делегати представляли лише чотири повіти губернії, які були переважно населені етнічними молдаванами. У Буджаку, де більшість населення становили немолдовани, влада Сфатул Церій отримала обмежене визнання.:23–24 Очікувалося, що збори та Рада директорів будуть керувати провінцією доти, доки Бессарабські Установчі збори не зможуть зібратися, щоб вирішити майбутнє провінції.:60
Тим часом навколо Бессарабії виникли різні ради, багато з них контролювалися меншовиками, есерами та бундівцями, і спочатку без більшовицького впливу. Ради та Сфатул Церій визнали один одного, а есери та селянська рада отримали місця в зборах.:61І Петроградська Рада, і Рада Народних Комісарів визнали нову Молдовську Республіку, її Збори та уряд.:34 І навпаки, кілька місцевих рад також визнали уряд Володимира Леніна, і до середини грудня місцеві ради стали «більшовизованими».:61
Михайло Мельтюхов стверджує, що 21 листопада румунський посол у Лондоні повідомив британському керівництву, що румунська армія готова брати участь у боротьбі проти Рад, а через два дні президент США пообіцяв підтримку румунських територіальних претензій в обмін на участь в антирадянській інтервенції. Щербачов також погодився передати Румунії російську зброю, боєприпаси та продовольство в обмін на 16 мільйонів рублів; частина цих ресурсів мала бути передана генералу Олексію Каледіну, визнаному Антантою законним представником Росії.:26–27
Під час відступу з румунської території групи російських солдатів і навіть цілі загони також почали вчиняти різноманітні акти насильства та пограбування, що призвело до серії зіткнень з румунською армією в Яссах, Галаці, Пашкані, Спатерешті та Міхайлені. Однак, за словами Тутули, основною причиною, яка призвела до дій румунів проти російських солдатів, був хаотичний стан російської армії та підвищена небезпека, яку представляло зосередження більшовицьких військ в Яссах та його околицях. За словами Тутули, ці війська мали на меті придушення Щербачова, повалення короля Фердинанда І та встановлення комуністичного режиму в Румунії; такі аргументи змусили уряд Румунії прийняти в ніч з 21 грудня [8 грудня] на 22 грудня [9 грудня] 1917 року «виключні заходи». Румунській армії було наказано дозволити лише дозволений рух російським колонам, що прямували до Пруту, і роззброїти всі російські війська, що перебувають у безладі.
Михайло Мельтюхов зазначає, що про румунську інтервенцію звернувся Щербачов після того, як більшовики під проводом Семена Рошаля за підтримки гарнізону Сокола оголосили про захоплення влади на Румунському фронті 16 грудня.:27Після невдалих переговорів в Яссах українські війська та чотири румунські полки 21 грудня заарештували більшовицьку переговорну групу, розстріляли Рошаля, розпустили ревком і роззброїли вірні йому частини. Дорін Добрінку вказує, що, прибувши з Петрограда з місією взяти під контроль Військовий революційний комітет Румунського фронту, Рошаль намагався за допомогою кількох більшовицьких солдатів заарештувати генерала Щербачова; генерала врятувала його українська гвардія та втручання французьких і румунських офіцерів. За словами Добринку, після затримання румунами Рошаль опинився в «незрозумілих умовах» в руках антибільшовицьких росіян; пізніше його тіло було знайдено біля залізничної колії, ймовірно, після того, як його розстріляли «його російські політичні та ідеологічні опоненти». Наступними днями румуни роззброїли всі російські війська, які вважали «ненадійними», і, за словами Мельтюхова, перекрили російським доступ до продовольчих складів і інтернували російських військовослужбовців у концентраційні табори.:27–28 Вранці 22 грудня [ОС 9 грудня] 1917 року румунські війська за допомогою вірних генералу Щербачову українських вояків оточили російський гарнізон у Соколі й роззброїли його. За словами Добринку, втрат в цьому інциденті немає, а всі 3000 російських солдатів посадили в потяги і відправили через Прут. Румунські війська в інших населених пунктах по всій Молдові наслідували їхній приклад, однак у кількох місцях їхні дії призвели до збройного протистояння. За словами Мітраски, російські війська, які тікали від румунів, проходили через Бессарабію, грабуючи та грабуючи.:35 Проте Мельтюхов стверджує, що для виправдання своїх дій румунська урядова пропаганда почала стверджувати, що російські війська здійснювали грабежі та погроми.:27–28
Дії румунських військ «для інтронізації ордена» на території Румунії були кваліфіковані радянським урядом як «злочинні», супроводжуючись ультимативними нотами, які, за словами Василя Тутули, мали характер оголошення війни. Комісар закордонних справ Лев Троцький дорікав румунському представнику в Петрограді Костянтину Діаманді за втручання у внутрішні справи Росії, а Діаманді відповів, що дії Румунії були поліцейськими заходами проти спустошення російськими військами.

## Переддень
Перші румунські набіги на Бессарабію почалися в середині грудня (за деякими даними 14 грудня [ОС 1 грудня] 1917 р.):20 коли невеликий загін захопив село Леова, нібито для захисту хлібних складів. Це викликало обурення місцевих жителів, які вважали, що війська прийшли «забрати завоювання революції». Після мітингу, організованого місцевою радою, румунські війська були відбиті, втративши одного офіцера (капітана Попілян) і двох солдатів.:29–30:368:166 Член комісії з постачання Кагула повідомив Стафул Церій, що румунські війська втрутилися після того, як він попросив Щербачова надати військову охорону для місцевих складів, однак на румунів напали місцеві озброєні банди. 21 грудня румуни вислали двополкову потужну відплатну експедицію, зайняли Леову і, під загрозою розстрілу кожного десятого місцевого жителя, вимагали здачі керівників місцевої ради. Усіх чотирьох членів виконкому ради на чолі з І. Нестратом судили й розстріляли, оскільки їх визнали винними у попередніх жертвах румунів.:29–30:368
Подальші набіги відбувалися протягом грудня: 20 числа румунські війська оточили Погонешть, Серата-Резеш та Войнеску та почали розстрілювати місцевих жителів, що спонукало Чіцана, президента Мінгірського комітету, телеграфувати до Кишинева з проханням про термінову військову допомогу; Подібні румунські дії відбулися через два дні в Карпінені та навколишніх селах.:368 23 грудня 1917 року Англія і Франція підписали таємну угоду про розмежування сфер їхнього впливу в Російській імперії. Бессарабія та інші російські території на північ від узбережжя Чорного моря потрапили під сферу дії Франції.:27 Сповнений рішучості боротися з Центральними державами та російськими військами, ворожими її інтересам, голова французької військової місії в Яссах генерал Анрі Матіас Бертло почав тиснути на Румунію, щоб окупувати Бессарабію.:166
Стан небезпеки в Бессарабії, зумовлений пограбуванням і заворушеннями, вчиненими відступаючими російськими військами, а також більшовицькі претензії на владу над регіоном, змусили деяких молдовських лідерів звернутися за допомогою до румунської держави, однак не для румунської окупації, як це сталося пізніше.:63 26 грудня більшовики взяли під свій контроль Бессарабську залізницю, молдовські війська відмовилися діяти проти них, незважаючи на рішення Сфатул Церій. На вимогу останнього Щербачов наказав частинам 7-ї кавалерійської та 61-ї піхотної дивізій прямувати в бік Бессарабії, однак його війська також відмовилися підкоритися. Тим часом селянська фракція Сфатул Церій вирішила послати трьох представників до Петрограда з проханням про підтримку проти можливої румунської інтервенції.:30–31 27–28 грудня [14–15 грудня] 1917 року Володимир Крісті та Іон Пеліван, члени молдавської законодавчої ради Сфатул Церій та уряду, відвідали Ясси, щоб представити ситуацію в Бессарабії румунському уряду. Після дискусій 4 січня 1918 [22 грудня 1917] Сфатул Церій вирішив надати повноваження молдавському уряду, відповідно, попросити військову допомогу в Антанти. Того ж дня Ерхан, Пеліван і Крісті надіслали таємну телеграму військовому міністру Румунії з проханням терміново відправити до Кишинева трансільванський полк (у складі колишніх австро-угорських полонених румунської національності), розташований у Києві. :286 Ще один запит надійшов від Молдавського комітету в Києві, який, після інформації, отриманої від представника Сфатул Церій про критичну ситуацію в Бессарабії, також звернувся до румунського уряду в Яссах з проханням негайно надіслати румунські війська до Бессарабії. Ще 4 січня радянський уряд у Петрограді наказав російським військам відступити з румунської території в бік Бессарабії, протидіючи силою будь-якій спробі Румунії зупинити їх,:29 тоді як Рада директорів звернулася до французького військового аташе в Кишиневі з проханням інструкторів для своїх військ.:31
Соціалістичний блок і блок національних меншин у Сфатул Церій були категорично проти приходу румунських військ, вказуючи, що це може бути першим кроком до військової окупації регіону, створюючи загрозу всім політичним і соціальним завоюванням революції від румунських військ.:369 У відповідь на чутки про румунську інтервенцію кілька організацій по всій Бессарабії виступили з протестами, зокрема Бричанська рада робітничих і солдатських депутатів, IV з'їзд селянських депутатів у Хотинському повіті, другий з'їзд селянських депутатів у Бельцькому повіті, зустріч бессарабських делегатів другого з'їзду Румчероду, Центрального військового комісаріату внутрішніх справ, солдатів 1-го Молдавського полку, 129-ї Молдавської авіаційної батареї та загону бессарабських моряків у Севастополі.:370 Обмежене румунське збройне втручання в Леова на початку грудня, а також дії, вжиті для роззброєння відступаючих більшовицьких військ на території Румунії, викликали рішучі протести радянського уряду. Нездатність Румунії відповісти на протести зрештою призвела до того, що 13 січня 1918 року Ленін заарештував румунського представника в Петрограді та конфіскував румунський скарб:63–64 Румунського дипломата було звільнено наступного дня на прохання інших посольств у Петрограді, при цьому радянський уряд повторив своє прохання звільнити заарештованих російських солдатів і дозволити їм відступити.:29
До кінця грудня в більшості місцевих рад взяли верх більшовики, а 6 січня 1918 р., готуючись до відбиття інтервенції, що насувалася, вони створили в Кишиневі об'єднане командування — Військово-революційний комітет Бессарабії на чолі з Євгеном Венедиктовим із використанням як військ резервних полків, так і частин, що відступали з Румунського фронту.:62:370:31–32 Ще до цього кроку Кишинівська міська рада почала критикувати діяльність Сфатул Церій, а через кілька днів Виконком Бессарабських селянських рад, Кишинівська міська рада та ЦК офіцерів і солдатів Молдови скликали засідання з метою забезпечення кращого, демократичного складу Сфатул Церій. Зрештою це було скасовано після того, як бессарабські більшовицькі делегати на другому з'їзді Румчероду, який проходив в Одесі між 23 грудня 1917 і 4 січня 1918 р., різко засудили Сфатул Церій і вирішили відправити до Кишинева фронтовий відділ Румчероду, щоб заволодіти регіоном.:62–63 За словами Василя Василоса, кінцевою метою більшовиків було встановлення радянської влади в Бессарабії та збереження її у складі Росії.
У ніч на 13 січня 1918 [31 грудня 1917] більшовики захопили стратегічні пункти та будівлі в Кишиневі, а Фронт-Відділ проголосив себе верховною владою в Бессарабії,:63:370 однак, за словами Мельтюхова, Сфатул Церій не розігнали. Фронт-Відділ наказує всім органам влади суворо виконувати лише його накази, а не накази Центральної Ради України, генерала Щербачова чи інших самопроголошених органів. Крім того, він наказав усім військовим структурам Румунського фронту залишити територію Румунії та передислокуватися до Кишинева, а військовим комітетам наказав відновити армію для захисту Бессарабії. Фронт-Відділ також звернувся до петроградського уряду з проханням наказати Молдавській раді директорів відмовитися від будь-якого румунського військового втручання.:32 16 січня 1918 [3 січня 1918] проросійські депутати-соціалісти вийшли з Сфатул Церій і виступили із заявою, в якій закликали до союзу з російською більшовицькою революцією та проти прибуття румунської армії в Бессарабію, стверджуючи, що «в Сфатул Церій існували занадто багато молдован і буржуазних елементів». 18 січня [5 січня] Фронт-Відділ разом з місцевою більшовицькою організацією почав ліквідацію інших державних структур Молдови.:510 За словами Марселя Мітраски, більшовики скасували Сфатул Церій і замінили його самопроголошеною Молдавською радою (хоча Марсель Мітраска стверджує, що в її складі не було етнічних молдован).:35–36
У цих умовах Крісті, Пеліван і Ерхан поїхали до Ясси, щоб знову вимагати введення румунської армії в Бессарабію для боротьби з більшовицькими викликами владі Сфатул Церій.:64 У результаті критичної ситуації, в якій опинилися Сфатул Церій і молдавський уряд, під приводом захисту ліній постачання від набігів більшовиків і озброєних бандитів румунський уряд погодився надіслати армію до Бессарабії, цей захід був підтриманий. представниками Антанти (французької та британської місії в Яссах), а також російським генералом Щербачовим, номінальним командувачем російської армії на румунському фронті.:36:33:371 Ван Мерс стверджує, що значна частина бессарабської громадської думки сильно обурювалася румунським втручанням і боялася, що обіцяні реформи будуть скасовані. Більшовицька пропаганда грала на таких побоюваннях, стверджуючи, що Молдавський блок у Сфатул Церій продав Бессарабію Румунії та планував відмовитися від аграрної реформи.:84Герман Пантя, директор, відповідальний за військові питання в уряді Сфатул Церій, повідомив, що «молдавське населення, а особливо молдавські солдати, були схвильовані та розгнівані тим, що румуни прийшли, щоб забрати у них землю, отриману в результаті революції, і свободи, здобуті після століття страждань».:370
Октавіан Шику вважає, що, насамперед, не сприятливе чи неприхильне ставлення до вступу румунських військ у Бессарабію, а розпад Російської імперії, місцева анархія та абсолютна потреба західних союзників зберегти румунсько-російський фронт, щоб забезпечити його постачання, зв'язок і відведення, були головними факторами, які змусили генерала Щербачова звернутися до румунського уряду з проханням направити румунську армію в Бессарабію, на тлі недостатньої організованості російської армії.

## Операції

### Початкові напади

Карта Молдавської Демократичної Республіки

6 січня румунський уряд, за погодженням з українською владою, наказав трансільванським військам просунутися з Києва до Кишинева, координуючи наступ на прикордонне місто Унгени, де був більшовицький гарнізон.:32 Після прибуття на залізничний вокзал Кишинева 19 січня близько 1 години ночі 800—1000 трансільванців зустріли 1-й Молдавський піхотний полк, 5-й Заамурський кавалерійський полк і червоногвардійський загін, сформований Фронт-Відділом. Після того, як трансільванці відмовилися роззброїтися, почалася сутичка, і вони були остаточно роззброєні та заарештовані, втративши п'ять-шість убитими та багато пораненими, а потім відправлені назад до Києва.:371:64–65:32 Спроби Ерхана та Інкулеца переконати молдавські війська звільнити трансільванців, стверджуючи, що вони були лише транзитом, провалилися після того, як полонені солдати заявили, що їх відправили захопити румунські склади та ліквідувати більшовиків.:372:32 Однак, за словами Василя Тутули, після того, як трансільванські солдати були заарештовані, побиті та в роздертих уніформах піддалися знущанням та приниженням на вулицях міста, деякі з них були потім силоміць звільнені молдавськими військами, які прихистили їх у своїх казармах, тоді як, за словами Доріна Добрінку, трансільванців було звільнено через кілька днів, у контексті вступу румунських військ до Бессарабії.
Тим часом 17 січня румунське командування вирішило направити нові війська в бік Бессарабії, кілька частин форсували Прут 18 і 19 числа.:33 Атака на Унгени почалася на світанку 18 січня, в ній, окрім румунських військ, брали участь російські війська, які все ще залишалися вірними Щербачову, та загони українських вояків. Об'єднані війська зуміли перемогти совєтів і захопити місто, стративши дванадцять депутатів місцевої ради солдатських депутатів. До вечора наступного дня румунські війська досягли Стрешен і спробували пробитися до Кишинева через Гідігіч, однак їх зустрів сильний радянський вогонь у Ґідігічах і Кожушні. До ночі 20 числа інтервенти в безладді відступили до Стрешені, залишивши зброю та здавшись невеликими групами, коли їх переслідували кавалерійські загони Фронт-Відділа. Зустрівши вороже ставлення місцевих селян, загін чисельністю понад тисячу румунів був оточений і здався в Стрешені. Протягом 20 січня румунські війська та російські загони під проводом генерала Некрасова, представника Щербачова, відступили до Унгенів і спробували перегрупуватися в Корнешті, але були оточені революційним залізничним батальйоном. Частина інтервентів капітулює, а решті вдалося вирватися і відступити до Румунії; Генерал Некрасов ледве врятувався від самосуду з боку своїх солдатів і був убитий місцевими жителями.:372–373 21 січня загін 2-го залізничного району, який ремонтував лінію Кишинів — Стрешені, натрапив на групу румунських військ, захопивши в полон 40 солдатів, а інші втекли до Унгенів.:33
Приблизно в той же час румунська армія разом з російськими військами, вірними Щербачову, спробувала створити плацдарм на півдні Бессарабії, зайнявши Кагул, Вадул-луй-Ісак і Манту. При спробі увійти до Болграда їх зустріли війська ВРК 6-ї армії разом з молдовськими загонами. У ніч з 22 на 23 січня після короткого бою захисникам вдалося роззброїти румунів та продовжити витіснення румунських військ з Болграда, Кагула, Леова та Вулканешти.:33:373–374 Гарнізону та місцевим жителям Рені також вдалося відбити атаку з-за кордону, а російських генералів Коцебу, Дедюшина та Іванова заарештували як пособників окупантів.:373–374

### Радянське захоплення Кишинева
Тим часом Іон Джурке стверджує, що більшовики напали на штаб-квартиру Міжсоюзницької комісії, заарештувавши військових і офіційних осіб держав Антанти, а також кількох депутатів Сфатул Церій. Іон Джурке стверджує, що серед заарештованих були Ерхан та Інкулець, тоді як Володимир Полівцев зазначає, що двоє молдавських лідерів були насправді запрошені на екстрене спільне засідання Бессарабського губернського та Кишинівського міськвиконкомів Рад робітничих і солдатських депутатів, селянського губернського виконавчого комітету і Молдавського центрального військового виконавчого комітету, які зібралися 19 січня для оголошення воєнного стану. Ерхан та Інкулець під час зустрічі заявили, що нічого не знають про введення румунських військ і звільнять усіх директорів, які можуть мати до цього відношення. Залежно від розповіді, вони були або змушені написати та надіслати румунському уряду телеграму з протестом проти вступу румунських військ і вимагати припинення їх відправки до Бессарабії, або добровільно зробили це, щоб розвіяти підозри проти них.:374:34 Незрозуміло, чи захоплення Фронт-Відділом було прискорене нападом Румунії чи стало результатом того, що вона завоювала прихильність більшості місцевих рад у Бессарабії напередодні.:65 Ерхан і Інкулець також були змушені наказати молдавським полкам протистояти просуванню румунських військ;:65 Пан Халіппа стверджував, що Герман Пантя насправді підписав наказ, про що знали Інкулець і Ерхан, але наказ не дійшов до молдавських військ, а використовувався лише як «виправдання» більшовицьким лідерам, які контролювали Кишинів. Вім ван Мерс далі зазначає, що незрозуміло, чи більшовики змусили Ерхана та Інкулєца надати наказ про опір румунському наступу, чи вони щиро ненавиділи прихід румунських «визволителів».:65 Молдавські лідери не мали унітарної перспективи щодо майбутнього Бессарабії: у той час як Халіппа та Пеліван прагнули об'єднання з Румунією, Ерхан та Інкулець були лівими політиками, які прагнули створення Молдавської республіки, або незалежної, або у складі Російської Федерації. Інкулец, зокрема, як президент Сфатул Церій, не брав участі в жодній місії до румунського уряду, а пізніше йому було заборонено брати участь у переговорах у Брест-Литовську, оскільки румуни побоювалися, що він підтримає включення Бессарабії до складу Російської Федерації.:65 До 20 січня Сфатул Церій та Рада директорів втратили будь-яку владу над Бессарабією, а радянська влада взяла верх.:374 Фронт-Відділ відкривав військові склади і роздавав зброю місцевому населенню, яке поповнило червоногвардійців. У ніч на 20-е вона запровадила в Кишиневі воєнний стан, розігнала Сфатул Церій і оголосила поза законом Раду директорів і будь-які організації, які ведуть «контрреволюційну діяльність». Побоюючись арешту, багато членів Сфатул Церій переховувалися або залишили місто, тоді як деякі з директорів за допомогою французького військового аташе та землевласника Пантелимона Сінадіно, лідера Союзу землевласників Бессарабії, виїхали до Ясс вимагати втручання Румунії.:34

### Головний удар і взяття Кишинева
Румунські сили, які здійснили інтервенцію в Бессарабію, становили дві піхотні та дві кавалерійські дивізії загальною чисельністю 50 тис.:375–376 20 січня румунське командування наказало своїм військам переправитися через Пут, і наступного дня перші румунські частини увійшли до Бессарабії. Вранці 23 січня [10 січня] 11-та румунська дивізія генерала Ернеста Броштяну форсувала Прут. 11-та піхотна дивізія мала захопити Кишинів і наступати на Бандери, 1-ша кавалерійська дивізія наступати на Бельці та Сороки, 13-та піхотна дивізія зайняти південну Бессарабію, а 2-га кавалерійська дивізія мала з'єднати дві піхотні дивізії в районі с. Чимішлії. 25 січня всі румунські дивізії були об'єднані в 6-й корпус під командуванням генерала Йоана Істрате.:167–168:35 На боці оборони Фронт-Відділ контролював близько 6000 військ у Кишиневі, включаючи 1-й Молдавський піхотний полк, 1-й Бессарабський гусарський полк, 1-й Молдавський гусарський полк, 3-й і 5-й Заамурські кавалерійські полки, 14-ту артилерійську бригаду та кілька добровольчих червоногвардійських загонів. Ці війська мали завдання «утримати місто до прибуття підкріплень, а з їх прибуттям перейти в наступ і вигнати румунів з Молдавської Республіки». Серед захисників були Філіп Левенсон, Григорій Котовський та Йона Якір.:375–376 Через два дні Інкулец і представники військових комітетів Молдови зустрілися в Келераші з генералом Броштяну. Обидві сторони погодилися, що румуни «не будуть втручатися у внутрішні справи Бессарабії»; однак, коли молдовські делегати повідомили про те, що смертну кару в Бессарабії скасовано, Броштяну відповів, що він буде остаточним суддею і винесе будь-яке покарання, яке вважатиме за потрібне.:377 Пізніше прем'єр-міністр Румунії Таке Іонеску заявив, що «весь світ знав, що війська були направлені до Бессарабії, щоб завершити, коли це можливо, остаточний акт союзу з Бессарабією».:375:38 20 січня Пленум ВЦВК Румчероду в Одесі постановив вважати себе «у стані війни з Румунією» і оголосив загальну мобілізацію для добровольчих загонів в районах Одеси, Тирасполя, Херсона, Аккермана і Бендер. Румчерод також вирішив інтернувати будь-яких румунських чиновників у місті та конфіскувати там румунську власність. Рішення було скасовано наступного дня, Румчерод сподівався отримати дипломатичне вирішення конфлікту. 23 січня Румчерод офіційно передав румунському консулу та британським і французьким місіям прохання про те, щоб румунський уряд вивело свої війська з Бессарабії, а російським військам на румунському фронті дозволили вільний прохід до Росії. У той час як румунський представник заперечував вхід румунських військ, місія Антанти відповіла, що війська були направлені для охорони румунських складів.:36–37
У перші дні наступу румунські війська, які форсували Прут між Унгень і Леова, зайняли Унгень, Кейнарі та Поганешти. По дорозі вони захоплювали залізничні споруди і продовольчі склади, розганяли Ради і селянські комітети, розстрілювали їх членів, реквізували у селян продовольство.:35 Після триденної битви румунські війська, що наступали від Хинчешти та Стрешень, увечері 26 січня 1918 [OS 13 січня] захопили Кишинів.:375:39 Їх зустрічають Ерхан і Пантя в супроводі кількох молдавських ескадронів. За деякими відомостями, кілька молдавських частин билися «пліч о пліч» разом з російськими революціонерами проти румунської армії;:65 Полівцев стверджував, що звіти Сфатул Церій свідчать про те, що 86 % молдавських військ воювали на боці Фронт-Відділу і «солдати були налаштовані вбити офіцерів, підозрюваних у зраді».:376 Радянські війська відійшли до Бендер, не протистоявши румунським військам у самому місті.:511:377 За словами Володимира Полівцева, факторами, що призвели до провалу оборони Кишинева, були загальна неповноцінність військ, погане управління існуючими частинами, міжпартійні тертя в різних радянських організаціях і успіх прихильників Сфатул Церій серед офіцерів до знешкодити частину молдавських полків.:376 Таким чином, деяким офіцерам вдалося відвести молдавські війська від міста в пасивний сектор оборони, тоді як прихильники Щербачова, які все ще діяли серед військ у південній Бессарабії, також змогли перешкодити російським частинам 47-го корпусу та іншим частинам 6-го корпусу армії прийти на допомогу захисникам.:376–377 У день падіння Кишинева петроградський уряд вирішив розірвати всі дипломатичні відносини з Румунією та вислати своїх представників, оголосив румунський золотий запас «недоторканним для румунської олігархії», а Щербачова оголосив «ворогом народу». Наступного дня Броштяну офіційно увійшов до міста, румунська армія організувала парад. Оскільки румунський уряд не відреагував на його протести, 4 лютого Румчерод оголосив, що вважає себе у стані війни з Румунією, і 6 лютого наказав частинам Румунського фронту та Одеського військового округу «негайно надати збройний опір румунських військовим частинам, які увійшли до Бессарабії, а також у будь-якій іншій місцевості, коли румунські війська намагатимуться роззброїти радянські війська або захопити військову техніку та техніку».:39–40
Володимир Полівцев стверджує, що після взяття румунами Кишинева почалася хвиля репресій: було страчено помічника начальника революційного штабу штабс-капітана Н. Дурасова, роззброєно 1-й Молдавський піхотний полк, а 17 його солдатів розстріляно за відмову присягнути на вірність румунському королю. Інші молдавські частини були або розпущені, або об'єднані з румунськими частинами. Страти стосувалися не лише прихильників совєтів, оскільки було розстріляно кількох антибільшовицьких соціалістів, у тому числі меншовика, члена Сфатул Церій Надію Гринфельд і популярного соціаліста Миколу Ковсана, редактора «Свободной Бессарабии». Директор з військових справ Герман Пантеа був змушений визнати 2 лютого, що в Кишиневі відбувалися «часті страти», тоді як Іван Криворуков, у той час секретар Центрального бюро профспілок, засвідчив, що страти проводилися без суду, деякі жертв, які були поховані напівживими на смітнику в Рішкані. У Кишиневі було введено надзвичайний стан та введено комендантську годину, одночасно з широкими обшуками приватної власності. Більшість революційних організацій, у тому числі Центральний молдовський військовий виконавчий комітет, були розпущені, а також ліквідовані профспілки та каси взаємодопомоги.:378
28 січня [15 січня], під час позачергового спільного засідання Сфатул Церій та уряду, Інкулець привітав і аргументував румунську військову присутність у Бессарабії, говорячи про гарантії румунів, тоді як Ерхан запевнив генерала Броштяну, що уряд у Кишиневі вживе всіх заходів для підтримки виступу румунської армії.

### Третій селянський з'їзд
Опозиція румунській інтервенції продовжувалася в інших місцях Бессарабії, при цьому у своїй промові 26 січня в Сфатул Церій Ерхан зазначив, що вплив більшовиків і недовіра до Сфатул Церій були особливо високими в районах Аккерману, Ізмаїлу, Хотину і Сороки.:379 31 січня в Кишиневі почався III Бессарабський губернський з'їзд Рад селянських депутатів, який відкладався з осені 1917 року. Через військові дії, що тривали, небагато делегатів від Аккермана, Ізмаїла та Хотина могли надати допомогу, причому більшість делегатів прибули з центральних частин Бессарабії, населених переважно молдаванами. Більшість відхилила кандидатуру Ерхана на пост президента і замість нього обрала молдаванина Василе Рудієва, який раніше був призначений уповноваженим для Бельців Сфатул Церій і, будучи головою Селянського конгресу Бельцського району, 27 січня протестував проти румунського втручання та закликав до визнання петроградського уряду. Наступного дня Бессарабський губернський селянський з'їзд одноголосно проголосував за резолюцію про те, що «вся влада належить Радам робітничих, солдатських і селянських депутатів», і обрав комісію для складання декларації протесту проти окупації Бессарабії. Рудьєв особисто виступав за гарантії свободи слова, зборів і недоторканності членів конгресу, вимагав відновлення суверенної Молдавської Республіки з вигнанням румунів з країни протягом 24 годин. Його промову зустріли тривалими оплесками. Через півгодини після виступу Рудієва румунські війська оточили будівлю, де проходив Конгрес, ввели в зал чотири кулемети і направили військовий наряд з вимогою видати доповідачів, які «образили румунський уряд». Рудієв та інший член президії Валентин Прахницький пішли на переговори з Броштяну, а пізніше були заарештовані ще троє членів Конгресу (Теофіл Которос, Іон Панціру та Прокіп Чумаченко). П'ятьох делегатів, чотирьох молдаван і одного українця, згодом було страчено румунами. Оскільки п'ятеро також були членами Прокіп і були юридично недоторканними, Рада директорів поцікавилася долею делегатів, однак Броштяну відхилив їх, відповівши, що не вважає арешти «втручанням у внутрішні справи республіки» і що «ніхто не може йому перешкодити» в боротьбі з «більшовиками». Мельтюхов і Полівцев зазначають, що зрештою 45 зі 116 делегатів, які брали участь у з'їзді, були розстріляні.:379–381:43

### Бендерська битва
За допомогою молдовських загонів румуни продовжили просування до Хотина, Ізмаїла, Бендер/Тігіни та Білгорода.:38 Особливо жорстокий опір був зустрінутий у Бендерах, стратегічному залізничному вузлі та місці великої фортеці, куди відступив Фронт-Відділ.:39:382–384 Рішення про спротив було прийнято 24 січня  на мітингу солдат місцевого гарнізону та місцевих робітників, коли створювався Штаб оборони Бендер у складі Фронт-Відділу, членів Кишинівської Ради та командирів революційних загонів, які ухилялися від румунських військ, а також місцевих прихильників Радянської влади (більшовиків та інших соціалістів). Румунській 11-й піхотній дивізії протистояли 5-й і 6-й кавалерійські полки, спішно створені червоногвардійські загони, набрані з залізничних майстерень і жителів міста, а також солдати 4-го молдавського полку в Бендерах. Румуни наступали наприкінці січня з Кишинева та Кейнар; остання колона була перехоплена превентивним ударом, організованим Бендерською червоною гвардією з використанням саморобного бронепотяга, в результаті якого було захоплено та роззброєно 844 румуни.:382–384:39 Оскільки Штаб оборони вирішив перекинути регулярні війська через Дністер для реорганізації та поповнення, червоногвардійці також винесли основний тягар румунського наступу на місто, який розпочався 29 січня. Незважаючи на інтенсивну артилерійську підтримку, протягом двох днів румуни не змогли увійти в місто, тоді як захисники змогли захопити кілька трофеїв. Після того, як внаслідок прямого влучення чи диверсії в місті вибухнули артилерійські склади, а значні райони міста були охоплені вогнем, червоногвардійці вранці 2 лютого вирішили відступити за Дністер. Після вступу румунських військ почалася хвиля репресій проти громадських активістів, вцілілих захисників і профспілок. 5 лютого після спроби румунів перетнути Дністер, бій за контроль над мостом через річку несподівано переріс у радянську контратаку, і більшу частину міста було відвойовано близько 8 години ранку, оскільки румунські війська безладно відступали.:40 Основний радянський контрнаступ розпочався наступного дня, коли війська Фронт-Відділу, посилені солдатами-добровольцями 8-ї армії, загонами Червоної гвардії з Одеси та Миколаєва, а також близько 500 румунськими прорадянськими добровольцями, організованих Румунським революційним Військовим комітетом, вдалося захопити фортецю та очистити все місто від румунських регулярних військ. Радянський наступ відкинув румунську 22-гу піхотну бригаду 10—15 кілометрів (6,2—9,3 миля) у напрямку Бульбоаки та Каушан та захопили значну кількість особового складу та трофеї. Посилені румунські війська знову атакували місто 7 лютого з Бульбоаки та Кальфи, і радянські війська через значні втрати зрештою відступили через Дністер; румунам також вдалося захопити деякі поселення за річкою. Втрати румунів під час битви за Бендери склали 141 особу, у тому числі 3 офіцери. Почалася хвиля жорстокої розправи з місцевим населенням, біля залізничної станції румуни поставили під озброєну охорону близько 5 тис. жителів, конфіскували запаси продовольства в Бендерах і сусідніх селах. Близько 150 залізничників, а також інші місцеві жителі були страчені на очах у натовпу.:382–384 За посередництва іноземних дипломатів 8 лютого було підписано 48-годинний режим припинення вогню.:40

### Битва під Бельцами та північний похід
Звістка про те, що місцеві жителі сприйняли вступ союзних військ як румунське вторгнення, також насторожила різні комітети в Бельцах, які 21 січня організували Революційний штаб захисту Бессарабії на чолі з молдаванами Андрієм Паладі, головою селянської ради Бельцського району Григорієм Ґалаґаном, головою місцевого земельного комітету, та Василем Рудієвим, уповноваженим місцевого самоврядування. Наступного дня Паладі закликав місцевих жителів організувати оборонні загони, а місцева рада видала маніфест, у якому проголошувалося: «Смерть краща, ніж нове рабство під ярмом кровососа, румунського короля». Пізніше того ж дня відбувся мітинг, в якому взяли участь 3000 робітників, солдатів гарнізону та представників довколишніх сіл, які висловили протест проти вступу окупаційних військ у Бессарабію, а згодом населенню було роздано зброю з військових складів.:385–389 27 січня з'їзд селянських депутатів Бельцького повіту прийняв резолюцію, в якій відмовлявся від повноважень Сфатул Церій і визнав Раду Народних Комісарів, протестував проти відокремлення від Росії та закликав передати владу селянським, солдатським і радам. представники трудящих. Комітети та організації на всіх рівнях мали бути переобрані, делегати мали бути направлені до Петрограда з проханням про допомогу проти вступу Румунії на територію Бессарабії, а організації в інших бессарабських повітах були запрошені схвалити рішення Бельцького окружного з'їзду. Щоб поміщики не зверталися за допомогою до Румунії, їхні телефонні лінії були перервані, а телефонна станція була взята під контроль Конгресу.:35–36
Головним організатором сил оборони був штабс-капітан Анатолій Попа, ветеран Першої світової війни, колишній член Центрального військового комісаріату Кишинева, який брав участь у створенні 1-го Молдавського полку, який раніше в січні був призначений Сфатул Церій військовим комісаром Бельцького району. Попа був тим, хто фактично керував обороною, оскільки Паладі був відправлений Бельцьким селянським з'їздом на північ, щоб запитати допомогу у 8-ї армії та Ради Народних Комісарів, тоді як Рудієв виїхав до Кишинева для участі в Третьому Бессарабському селянському з'їзді. До 2 лютого Попа зумів зібрати піхотний батальйон, два кавалерійські ескадрони, окрему кулеметну роту, автомобільну роту та неповну артилерійську батарею, додатково підкріплені озброєними групами селян із сусідніх Куболти та Хасенені Міці. Таким чином, загальна сила включала, крім солдатів міського гарнізону, до тисячі добровольців, організованих у Червону гвардію. Навколо міста були викопані траншеї, а на головних в'їздах були встановлені гармати та кулемети. 3 лютого 1918 року 1-ша румунська кавалерійська дивізія форсувала Прут біля Скуленя і просунулася до Фалешт, де була обстріляна Червоною гвардією. Після двох послідовних атак місто було зрештою захоплено.:385–389 Наступного дня румунський генерал Михайло Шина був схоплений силами селянської самооборони в Обрежі, але, ледь уникнувши самосуду, був звільнений атакою румунської кавалерії. Спроби румунів прорватися до Бельців з півдня 4 лютого були відбиті кулеметним і артилерійським вогнем, а наступаючі війська були змушені відступити через значні втрати. Чергова атака біля залізничного вокзалу також була заблокована опором революційних солдат і місцевих добровольців. Маючи чисельну перевагу, близько 15:00 5 лютого після запеклої битви румунські війська зрештою зайняли місто,:42хоча стрілянина тривала в місті до темряви.:385–389 Просуваючись на північ, 6 лютого румунський загін захопив Сороки, а 12 лютого румунські війська через Дністер надали допомогу польським легіонам у захопленні Ямполя.:42 Піхотний полк Асландуз і Червона гвардія Окниці підійшли до Бельці лише після того, як румуни зайняли його, і тому не змогли надати підтримку силам оборони. Протягом наступних днів і до кінця лютого разом з частиною захисників Бельць та селянськими збройними групами ці війська продовжували боротьбу з наступом Румунії вздовж залізниці Бельці-Окніца (в Софії, Дрокії, Тирнової та Дондушені), а потім під керівництвом Паладі, відбивався від румунів у районі Рібниця — Шолданешт. Між тим, між 5 і 6 лютого як помсту румунською армією в Бельцах було заарештовано близько 1000 осіб і 20 розстріляно. Анатоль Попа був відданий під військовий суд і засуджений до смертної кари, але його помилували через його популярність і запросили приєднатися до румунської армії. Натомість він вирішив втекти і пізніше очолить кілька радянських підрозділів. 8 лютого румунська Сигуранцa повідомила, що заворушення серед селян у Белцькому районі проти румунської присутності все ще тривають.:385–389

### Південний похід
У південній частині провінції румунську інтервенцію здійснили 13-та піхотна дивізія, 2-га кавалерійська дивізія, 5-та бригада Келераші та інші менші частини. Румунський наступ зустрів різний ступінь опору, і в різних місцях відбувалися сутички. Вже 23 січня в Аккермані відбувся з'їзд буджацького селянського і робітничого самовизначення, який відкинув владу Сфатул Церій і вирішив боротися проти загарбників.:40Того ж дня після артилерійського обстрілу румуни захопили Кагул і почали репресії проти захисників. 24 січня захисники Болграда з кулеметів розігнали атакуючі частини; однак наступного дня головні сили 2-ї кавалерійської дивізії розгромили їхній опір.:389–391:38–39 Через кілька днів болгарські селяни в Тараклії зібрали загін із 250 осіб, озброєний рушницями, косами та вилами, але після відкриття вогню румунської артилерії місто здалося. Сутички та запеклі бої також спалахували між румунськими військами та нашвидкуруч організованими добровольцями в Комраті та на залізничних станціях у Чадир-Лунге та Бессарабці. Місто Ізмаїл було взято після запеклих боїв і обстрілів румунськими військовими кораблями. Захисники, чисельністю в кілька сотень солдатів і матросів, чинили опір з 3 по 6 лютого, оскільки в місті панувала політична плутанина. Як репресії румуни заарештували 1500 місцевих жителів і стратили 14 матросів, а членів ради матросських депутатів повісили.:389–391:40–41 Частина захисників відступила до Кілії, де разом із силами місцевої самооборони зуміли чинити десятиденний опір, поки 7 лютого після короткого бою місто також було захоплено. Захисників також підтримали румунські моряки, організовані революційним комітетом на чолі з Георге Строїчі. Румунські солдати та робітники військових і цивільних суден румунського флоту підняли повстання 27–28 січня, підняли червоний прапор і допомогли захистити місто. Після взяття Кілії її захисники вирушили до Одеси.:41
Увечері 8 лютого Бої спалахнули навколо Вилкового, коли дозорні кораблі під радянським командуванням відповіли на вогонь з румунського поста в Периправі. Наступного дня румунські спостерігачі 2-ї дивізії морської піхоти обстріляли місто та транспортні кораблі, які перебували в його гавані, змусивши плавучу батарею K-15 відкрити вогонь у відповідь. Поки допоміжним кораблям вдалося покинути гавань, більшовицьким канонерським човнам вдалося пошкодити один румунський монітор і знищити центр наведення артилерійського вогню, змусивши їх відступити вгору за течією. Воюючи проти румунської Дунайської флотилії, захисників підтримували кілька військових кораблів, надісланих з Одеси і Севастополя, і до 1000 революційних солдатів і червоногвардійців. 12 лютого в місто прибув загін з 200 моряків Балтійського флоту на чолі з анархістом Анатолієм Железняковим, який прийняв командування військами, що оборонялися; наступного дня війська були висаджені на сусідньому дунайському острові, відмовивши румунам у використанні річки. Опір тривав до 28 лютого, коли вцілілі кораблі відійшли до Одеси та Миколаєва.:41 Дві колишні російські плавучі батареї, К-2 і К-7 в гирлі Дунаю, були захоплені румунами в лютому. Не маючи змоги їх евакуювати, радянські війська покинули в різних бессарабських дунайських гаванях підводний човен № 3, річковий блокатор «Одеса», тральщик «Юлія», вісім річкових катерів, курейт і кілька допоміжних суден.:42
Після взяття Вилкова опір продовжувався дводенною обороною в Татарбунарах і селі Кубей. Тим часом українські війська Центральної Ради 28 січня опанували контрольоване есером місто Аккерман, але через два дні, після мітингу місцевих вояків, більшовики отримали контроль над містом. На початку березня румунські війська вийшли на околиці міста; після загальної мобілізації в повіті було створено 1-й Бессарабський полк, якому було призначено оборону за 30 км від міста. Завдяки підтримці боєприпасів і підкріплень з Одеси 2-тисячний гарнізон зумів утримати позиції до 9 березня.:40

### Бої на Дністрі
Бої тривали в Бессарабії протягом лютого, оскільки селяни та різні революційні загони чинили опір спробам румунів відновити закон і порядок.:66 Андрій Брезіану та Влад Спану стверджують, що останні загони комуністів-революціонерів були вибиті через Дністер і покинули країну 20 лютого [7 лютого],:38 однак Полівцев зазначає, що радянська влада зберігалася в районі Хотина, північній частині району Сорока та більшій частині району Аккерман до підписання румунсько-радянського перемир'я 5 березня.:390
Через два дні після того, як українська декларація незалежності розірвала прямі зв'язки між Бессарабією та Росією, 6 лютого після напружених дебатів Молдавська Демократична Республіка проголосила свою незалежність.:37Більшовики захопили Одесу 29 — 30 січня, в результаті чого 30 січня [17 січня] 1918 року Румчерод змінила Одеська Радянська Республіка.
Тим часом успіхи быльшовицьких військ проти українських військ дозволили створити в Одесі Вищу колегію для боротьби з румунською та бессарабською контрреволюцією, лідеру якої, Християну Раковському, Рада Народних Комісарів доручила «придушити румунську контрреволюцію революційними силами Бессарабії і провокування революційний рух в Румунії». 15 лютого переговори з румунами були перервані, і румунській стороні було пред'явлено ультиматум про негайну евакуацію своїх військ з Бессарабії, здачу всього захопленого російського військового майна, розгін російських та інших національних контрреволюційних загонів, екстрадиція генерала Щербачова та покарання винних у вбивствах і розстрілах російських військових. В результаті бої поновилися 16 лютого, однак радянські спроби захопити Бендери або просунутися вгору по Дунаю зазнали невдачі. Румунські спроби перетнути Дністер також були заблоковані після сутичок у Крокмазі та Паланці:47
14 лютого Ленін призначив Михайла Муравйова командувачем Бессарабсько-Придністровським фронтом, якому доручено зупинити румунський наступ і відвоювати Бессарабію. Радянський лідер наказав йому здійснити похід на Бессарабію 17 лютого, і протягом доби Муравйов зумів перекинути 3000 своїх військ з Києва на Дністер; там вони об'єдналися з 3-ю армією під командуванням есера Петра Лазарєва, яка була створена 21 лютого на основі всіх радянських частин між Галацом і Севастополем.:47–48 3-тя армія нараховувала близько 4-5 тис. недисциплінованих ополченців з Одеси та невелику кількість колишніх солдат регулярної армії 4-ї та 6-ї армій: 5-й та 6-й Заамурські кавалерійські полки, 1-й Дністровський піхотний полк, кінний полк Котовського, три легкі батареї з 12 гармат, один гаубичний дивізіон з 11 гарматами, танковий загін, інженерний батальйон і менші частини. Ці війська були зосереджені в районі Тирасполя, Парканів, Григоріополя, Дубесар і Слободзеї. Загін комітету 6-ї армії був розгорнутий на півдні, між Чобурчу та Чорним морем.:39 Прийнявши 18 лютого командування фронтом, Муравйов надіслав Леніну таку телеграму:
“Ситуація вкрай серйозна. Війська колишнього фронту дезорганізовані, насправді фронту немає, залишився лише штаб, місцезнаходження якого невідоме. Надія тільки на підкріплення ззовні. Одеський пролетаріат дезорганізований і політично неграмотний. Ігноруючи той факт, що ворог наближається до Одеси, він і не думає хвилюватися. Ставлення до справи дуже холодне - типове для одеситів."
Прийнявши командування радянськими військами, які діяли проти Румунії 19 лютого, Муравйов планував наступати на Ясси з трьох напрямків: Могилів-Подільського, Рибниці та Бендер.:48 20 лютого війська Муравйова розпочали наступ на румунські війська, які намагалися створити плацдарми через Дністер у районі Бендер. Румуни були успішно відбиті і втратили три гармати. Чергову спробу румунів переправитися через Дністер було зупинено в селі Троїцьке 1 березня. На півночі війська Павла Єгорова, що йшли з Києва, зіткнулися з румунським загоном між Рибницею та Слобідкою, розгромивши їх спільним ударом. :48 Радянські війська, перш за все 3-тя армія, перейшли в контрнаступ і до 2 березня після шестиденних боїв знову завдали румунам поразки в районі Слободзеї і Рибниці. Головний бій відбувся під Рибницею, де більшовики захопили 15-18 гармат, велику кількість стрілецької зброї та 500 полонених.:48 Радянські війська також просунулися приблизно на 15 кілометрів через Дністер, відвоювавши Резину, Шолданешт та інші села.:48

### Втручання Центральних держав і невдача перемир'я
Тим часом, оскільки радянська делегація залишила мирні переговори в Брест-Литовську, не погодившись на величезні територіальні втрати, яких вимагала Німеччина, Центральні держави 9 лютого підписали сепаратний мир з Українською Народною Республікою. Щоб змусити радянський уряд підписати мир і враховуючи нездатність українського уряду подолати радянські війська, 18 лютого німецька армія відновила наступ на всьому фронті. Того ж дня фельдмаршал Август фон Макензен, командувач німецько-австрійськими військами, в Яссах зустрівся з новопризначеним прем'єр-міністром Румунії Александру Авереску, щоб обговорити мирний договір. Макензен особисто запевнив Авереску, що Румунія зможе тримати війська в Бессарабії та отримає свободу дій проти більшовиків в обмін на підписання миру з Центральними державами та підтримку експорту сільськогосподарської продукції з України.:43–46 За прикладом свого німецького союзника австро-угорська армія також розпочала антирадянський наступ на своїй ділянці фронту 24–28 лютого, оволодівши того ж дня бессарабськими містами Новоселицею та Хотином і просуваючись до Окниці, де вони зустріли румунську армію. Після ультиматуму Німеччини 28 лютого Румунію змусили підписати попередній Буфтяський договір 5 березня; згідно з умовами, Румунія відмовлялася від Добруджі та значних територій на кордоні з Австро-Угорщиною, прийняла важкі економічні умови та погодилася на демобілізацію своєї армії. Проте румунські війська в Бессарабії були виключені з демобілізації. Румунське командування і Центральні держави домовилися, що австро-угорські війська займуть район Хотин і північну частину округу Сороки, а арміям Центральних держав буде дозволено вільний прохід через окуповану Румунією Бессарабію. Таким чином, австро-німецький 25-й армійський корпус просувався через північну Бессарабію до Києва, 27-й австро-угорський корпус просувався через центральну Бессарабію до Рибниці, Бірзули та Одеси, тоді як 52-й німецький армійський корпус просувався через Бендери до Одеси. У результаті 3 березня більшовицький уряд нарешті погодився підписати мирну угоду, однак австро-німецькі війська, що перебували в той час на лінії Кам'янець — Вінниця — Черкаси — Київ, продовжували наступ.:43–46 Того ж дня більшовицькі війська в районі Резини відступили за Дністер, намагаючись позбавити Жмеринку від спільного наступу Австрії та України.:48
Зіткнувшись із серйозними військовими невдачами на Дністрі, важкими переговорами з Центральними державами та арештом багатьох румунських знатних осіб в Одесі, румунська армія запропонувала більшовикам перемир'я, шукаючи підтримки Антанти. Оскільки вони вважали загальну ситуацію в Румунії та Бессарабії сприятливою для їхньої справи, а австро-німецьке вторгнення тиснуло з півночі, місцеві радянські представники прийняли пропозицію. 21 лютого представники Антанти в Румунії доручили італійському посланнику Фашіотті повідомити більшовикам, що румунська інтервенція «являє собою військову операцію без будь-якого політичного характеру», здійснену «для того, щоб гарантувати постачання продовольства російським і румунським військам і цивільне населення», і закликав до переговорів між двома сторонами. 24 лютого Рада Народних Комісарів Одеської області висунула свої умови: Румунія мала оголосити, що протягом двох місяців виведе свою армію з Бессарабії та скоротить свою присутність до 10 тис. військ, яким поставлено виключно охорону румунських складів і залізниць; поліцейська діяльність мала забезпечуватися місцевими силами; Російські війська повинні були поступово замінити відступаючі румунські війська; румунське командування повинно було припинити будь-яке втручання у внутрішнє політичне життя Бессарабії та утримуватися від здійснення або підтримки ворожих дій проти радянської Росії; усі спірні питання вирішувала змішана комісія за участю представників Антанти; Румунські війська повинні були отримати притулок у Росії на випадок німецького вторгнення, а місцеві ресурси мали бути надані Румунії після задоволення потреб місцевих жителів і російських військ. Румунська сторона в цілому прийняла всі умови, за винятком негайної евакуації Бендер. Далі вони вимагали повного обміну полоненими, включно з румунськими знатними особами, заарештованими в Одесі; вона також просила створити міжнародну комісію за винятком Румунії та Росії, повернути всі румунські продовольчі склади та кошти, захоплені в Росії, і дозволити Румунії закуповувати продовольство з інших місць у Росії, якщо вона не зможе задовольнити свої потреби з Бессарабії.:48–49 Радянська влада оголосила про прийняття умов 5 березня, документ був підписаний Румчеродом, Радою народних комісарів Одеської області, Виконавчим комітетом Рад і канадійським полковником Джозефом В. Бойлем як представником Антанти. Того ж дня румунський уряд підписав «Протокол про ліквідацію російсько-румунського конфлікту» і через представників Антанти передав його до Одеси, де він був підписаний місцевими радянськими керівниками 9 березня. В обміні телеграмами обидві сторони погодилися припинити військові дії.:50–51 У той час як радянські війська припинили бойові дії 8 березня, наступного дня румуни розірвали договір за наполяганням Центральних держав, які наступали на Одесу та захопили місто 14–15 березня. Отже, того ж дня румунські війська захопили Аккерман і Шабо, останні радянські війська утримували позиції в Бессарабії.

## Наслідки
Втрати Румунії на заключному етапі бессарабської інтервенції склали 488 осіб (25 убитими, 312 пораненими, 151 пропали безвісти).:48 Єдиним пунктом румунсько-радянської угоди, який був виконаний, був частковий обмін полоненими: 19–24 березня 1918 року в Суліні було обміняно 92 румунських сенаторів, депутатів і офіцерів на 73 офіцерів і солдатів російської армії.:51 Точну кількість втрат радянських та інших революційних сил під час Бессарабської кампанії оцінити дуже важко. Віктор Савченко стверджує, що в боях у Придністров'ї та Буджаку загинуло приблизно 1500—2000 осіб.
Чарльз Кінг стверджує, що, хоча це сталося на прохання членів Сфатул Церій та інших молдавських організацій, окупація Бессарабії румунами була сприйнята не всіма. Так, за словами Чобану, у зверненні до жителів Кишинева члени бессарабського уряду заперечували, що румунські війська коли-небудь запрошували окупувати республіку, заявляючи, що їхньою єдиною метою було взяти контроль над залізницею у більшовиків.:33 Марчел Мітраска стверджує, що користь від відновлення громадського порядку та запевнення румунів у невтручанні в політичне життя Бессарабії змусили багатьох змінити свою позицію.:36–37
Володимир Полівцев стверджує, що хоча румунська армія та деякі члени Сфатул Церій стверджували, що румунська інтервенція була спрямована проти більшовиків, опозиція румунській окупації також виходила від соціалістів-революціонерів, таких як Которос і Чумаченко, або меншовиків, таких як Борисов і Криворуков. Деякі з них зрештою приєднаються до більшовиків лише після придушення молдавської автономії (Криворуков, Левенсон і Борисов пізніше в 1918 р., Котовський в 1920 р., Паладі в 1930 р.). Багато видатних борців проти румунів не були пов'язані з лівою політикою, їх основною метою було вирішення аграрних, робітничих чи національних питань.:391
6 лютого [24 січня] 1918 року, коли незалежність України зруйнувала надії на Російську Федерацію, Сфатул Церій проголосував за Декларацію про незалежність Молдавської Демократичної Республіки, відмовившись від усіх зв'язків з Росією.:66 Економічно ізольований і стривожений претензіями як українського, так і радянського урядів на Бессарабію, 9 квітня [OS 27 березня] 1918 р. Сфатул Церій проголосував за об'єднання з Румунією:38
Цей крок був засуджений радянським урядом як грубе порушення попередніх домовленостей і позбавлення юридичної сили, а УНР розірвала дипломатичні відносини з Румунією та ввела фінансові санкції проти Бессарабії. За словами Дениса Мальцева, Румунія ініціювала кампанію румунізації Бессарабії, заборонивши друкувати плакати іншими мовами, а згодом насильно приєднавши православні храми до Румунської православної церкви.:170–172
У квітні-травні 1919 року, коли більшовики вже міцно встановили свою владу над українським узбережжям Чорного моря, Червона армія розробила план відвоювання Бессарабії та приходу на допомогу Угорській радянській республіці. Ці плани були зірвані вибухом повстання Никифора Григор'єва та проривом ЗФСР фронту на Донбасі. Румунія зміцнила свою владу над Бессарабією лише після придушення Хотинського повстання під керівництвом української меншини (січень–лютий 1919 р.) та пробільшовицького Бендерського (травень 1919 р.) і Татарбунарського (вересень 1924 р.) повстань.:76–77,290–291
Перший проект договору про статус Бессарабії був представлений на Паризькій мирній конференції 14 квітня 1920 року. Хоча спочатку вони не були проти унії, :40910 серпня Сполучені Штати вийшли з переговорного процесу, заявивши, що поважатимуть територіальну цілісність Росії. 28 жовтня 1920 року Сполучене Королівство, Франція, Італія та Японія підписали Бессарабський протокол про визнання суверенітету Румунії над Бессарабією, однак Японія не ратифікувала документ, і договір не набув чинності.:413:181 Радянсько-румунські конференції у Варшаві (1921) і Відні (1924) також не змогли офіційно врегулювати правовий статус Бессарабії.:57Відносини між Румунією та Радянським Союзом були відновлені лише в грудні 1934 року,:132 однак Бессарабія залишалася єдиною ділянкою радянського західного кордону, яку не визнав уряд у Москві, а «звільнення регіону від румунської окупації» було головною опорою радянських зовнішньополітичних цілей, за словами Мельтюхова.:16 Румунський золотий запас і велика частина конфіскованих Росією скарбів так і не були повернуті Румунії.